# Robert Kandel
Pour les articles homonymes, voir Kandel.
Robert Kandel (1937 à New York) est un astrophysicien américain.

## Biographie
Robert Kandel est diplômé de l'université Harvard en 1958, puis poursuit ses études en France, à Paris et Meudon, où il devient docteur ès sciences en 1967. 
Il enseigne ensuite l'astrophysique à l'université de Boston (1969-1974), la télédétection spatiale à l'Université Pierre-et-Marie-Curie (1980-1981), et la physique du climat à l'Institut polytechnique de Virginie (1998). Il est conseiller scientifique pour l’Encyclopædia Universalis, notamment pour La Science au présent. 
Il est connu pour ses recherches sur le principe de précaution et le changement climatique, ainsi que pour ses travaux sur les mesures technologiques des rayonnements solaires. Ses recherches actuelles sont consacrées à la préparation d'un projet de satellite euro-japonais, EarthCARE (Clouds-Aerosols-Radiation Explorer), afin d'étudier les interactions essentiellement entre l'eau et la glace des nuages, les aérosols et le rayonnement.

## Sa pensée
De manière pondérée, il considère que si un risque climatique est réel, la plupart des grands problèmes de santé des prochaines décennies ne seront pas dus au climat. Selon lui, le réchauffement du XXIe siècle pourrait aggraver la capacité d’adaptation de la biosphère naturelle et détruire partiellement les sociétés humaines. Cela exige pour lui de réagir concrètement et d'éviter les contre vérités scientifiques colportées par certains négateurs du climat cf son article (La nef des fous vogue sur le net)
Ainsi, dans son livre Turning the Tide on Climate change (Faire face au changement climatique), il explique que :

« l'humanité doit faire face à la réalité et aux risques du changement climatique. Bien que la prise en compte de ce défi soit source de difficultés majeures et nourrisse d'intenses discussions internationales, le changement climatique peut être géré en utilisant les bons outils. Il y a certes des risques sérieux d'aggravation continue du risque climatique et si l'industrie est partie du problème, elle est aussi partie de la solution. »

.

Il ajoute : 

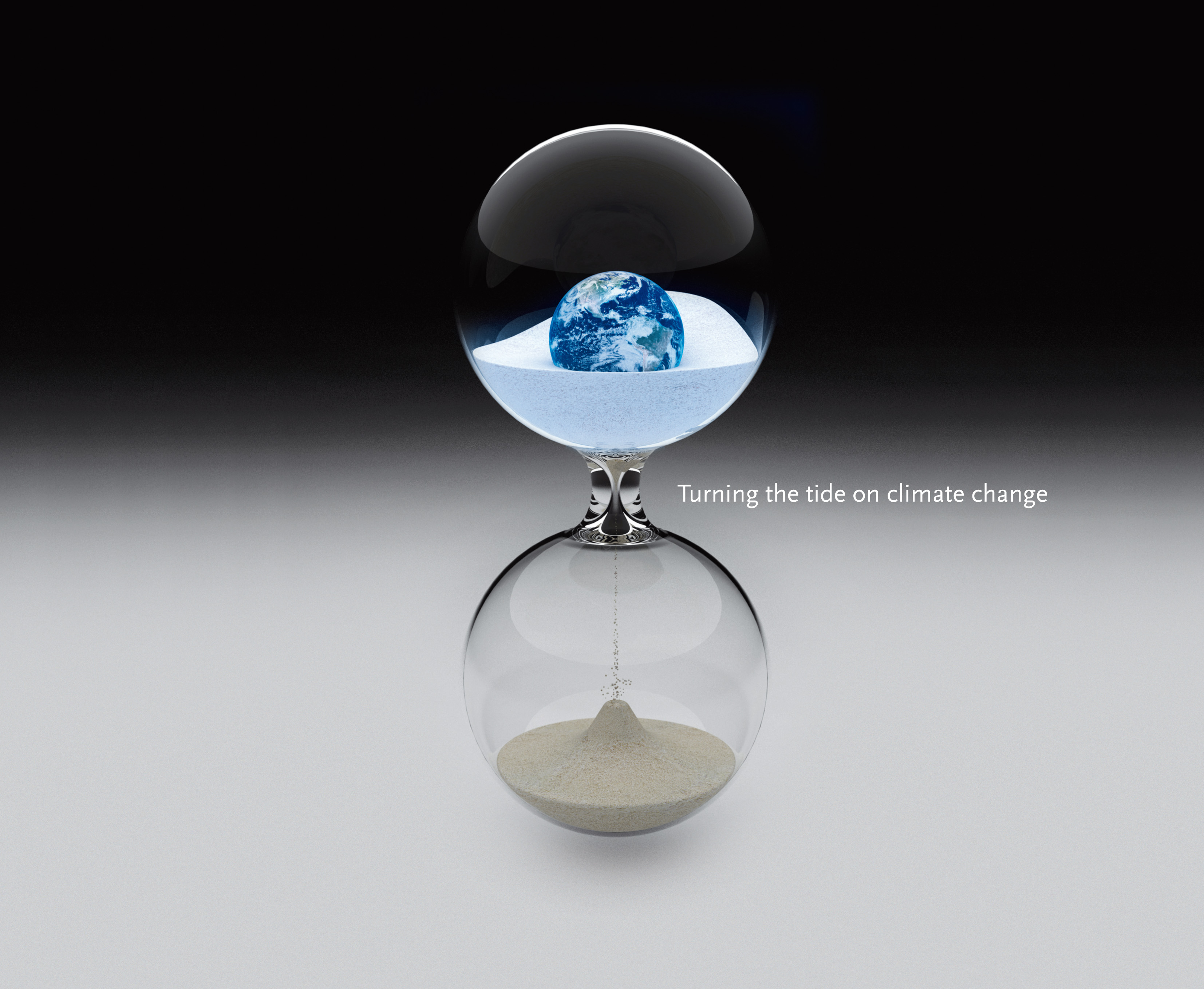
' Couverture Turning the Tide On Climate Change.jpg

« Depuis que j'ai commencé à travailler sur le changement climatique il y a 40 ans, le monde s'est réchauffé, principalement parce que le CO2 contenu dans l'atmosphère a bondi d'environ 20 %. Pour garder ce monde confortable, nous devons réduire nos émissions. Mais plutôt qu'un retour à la nature, nous devons utiliser notre ingéniosité pour vivre mieux avec moins. »

Pour cette raison, dans turning the Tide on Climate Change, il fait par exemple référence au Solar Impulse, ce prototype d'avion solaire, symbole du recours innovant aux énergies renouvelables qui a utilisé des solutions existantes et qui développe des solutions inédites. La réduction de nos émissions de gaz à effet de serre passe par davantage d'innovations.

## Publications
- Earth and Cosmos, New York, Oxford Pergamon Press, 1980.
- Le Devenir des climats, Paris, Hachette-Littératures, 1990 ; traduit en anglais, japonais et portugais.
- L'Incertitude des climats, préface d'Antoine Garapon, Paris, Hachette Pluriel, 1998 ; traduit en italien.
- Les Eaux du Ciel, Hachette-Littératures, 1998.
- Le Réchauffement climatique, Presses universitaires de France, coll. « Que sais-je ? », 2002.
- La catastrophe climatique,avec Maya Kandel Hachette, 2009   (ISBN 9782012378285)
- Turning the tide on climate change[3], préface de Rajendra Pachauri (président du GIEC), 2009

## Distinctions et récompenses
Il a été lauréat du Prix Roberval (1990, livre « grand public ») et du Prix de la Culture scientifique et technique du MENRT (1999, 2e prix auteur).